# Holopogon flavotibialis
Holopogon flavotibialis là một loài ruồi trong họ Asilidae. Holopogon flavotibialis được Strobl miêu tả năm 1909. Loài này phân bố ở vùng Cổ Bắc giới.